# Boermastate
Boermastate is een voormalige state in het Friese Drachten.
Cornelis van Haersma (19 februari 1703 - 30 maart 1783 Boermastate, Drachten) uit Buitenpost liet in 1738 in Zuider Drachten een 'slot' bouwen dat bekendstond als Boermastate of Bouburg.
De grond was al langer in het bezit van de familie, in het floreencohier van 1700 staat vermeld: Zaethe, streckende van de Veenscheydinge westwaarts tot in De Drayt in eigendom van Arent Arnoldus van Haersma (Grootvader). Twee jaar eerder in 1698 staat zijn vrouw Aurelia van Glinstra vermeld als eigenaresse. En in 1728 de erven Raadsheer Hector Livius van Haersma (vader).
Boermastate was een van de eerste deftige huizen die in Drachten werden gebouwd, het bestond uit een entree met hoge stoep.
Aan beide zijden van de ingang bevonden zich de woonkamers en daarnaast aan weerszijden de verblijven van het personeel met een eigen ingang.
De state was omringd door een wandelpark met statige eiken.
In 1825 werden de gebouwen op afbraak verkocht, kopers waren Ane Jans Anema uit Arum en Sipke Holtsma uit Pingjum.